# Crocidura monax
Crocidura monax är en däggdjursart som beskrevs av Thomas 1910. Crocidura monax ingår i släktet Crocidura och familjen näbbmöss. IUCN kategoriserar arten globalt som livskraftig. Inga underarter finns listade i Catalogue of Life.
Denna näbbmus förekommer i Tanzania kring Kilimanjaro och i andra bergstrakter. För iakttagelser i Kenya saknas bekräftelse. Inget är känt om levnadssättet.